# Opus X
Opus X är en finländsk musikensemble som är verksam i Helsingfors och framför gammal musik på så kallade periodinstrument. 
Opus X, som grundades 1995, har gett konserter och framträtt vid festivaler i varierande besättningar med såväl kammarmusik från barock och klassicism som verk för större besättning, såsom Johan Helmich Romans Drottningholmsmusiken, Johann Sebastian Bachs h-mollmässa och Georg Friedrich Händels Messias. Ledare är barockviolinisten Petri Tapio Mattson (2005). Många av ensemblens medlemmar medverkar också i andra ensembler. 